# Hawarden (Iowa)
Hawarden és una població dels Estats Units a l'estat d'Iowa. Segons el cens del 2000 tenia 2.478 habitants.

## Demografia
Segons el cens del 2000, Hawarden tenia 2.478 habitants, 1.032 habitatges, i 664 famílies. La densitat de població era de 332,2 habitants/km².
Dels 1.032 habitatges en un 28,6% hi vivien nens de menys de 18 anys, en un 54,1% hi vivien parelles casades, en un 7,5% dones solteres, i en un 35,6% no eren unitats familiars. En el 31,2% dels habitatges hi vivien persones soles el 17,1% de les quals corresponia a persones de 65 anys o més que vivien soles. El nombre mitjà de persones vivint en cada habitatge era de 2,34 i el nombre mitjà de persones que vivien en cada família era de 2,93.
Per edats la població es repartia de la següent manera: un 24,5% tenia menys de 18 anys, un 7,7% entre 18 i 24, un 24,1% entre 25 i 44, un 22,5% de 45 a 60 i un 21,2% 65 anys o més.
L'edat mediana era de 40 anys. Per cada 100 dones de 18 o més anys hi havia 86,8 homes.
La renda mediana per habitatge era de 34.360 $ i la renda mediana per família de 44.938 $. Els homes tenien una renda mediana de 30.466 $ mentre que les dones 19.669 $. La renda per capita de la població era de 17.459 $. Entorn del 4,2% de les famílies i el 6,6% de la població estaven per davall del llindar de pobresa.

## Fills il·lustres
- Anna Johnson Pell Wheeler (1833-1966), matemàtica

## Poblacions més properes
El següent diagrama mostra les poblacions més properes.